# Wojciech Fibak
Wojciech Fibak (Poznań, 30 agosto 1952) è un ex tennista polacco, conosciuto soprattutto per i suoi successi di doppio insieme a Tom Okker.

## Biografia
Nato a Poznań, in Polonia, a livello di singolare vinse il suo primo torneo nel 1976, a cui seguirono altri 14 titoli prima di dedicarsi, dal 1982, solamente al doppio.
Nel 1976 raggiunse la finale del Masters Grand Prix dove venne sconfitto in cinque set da Manuel Orantes. Dopo aver ottenuto il miglior piazzamento in classifica nel 1977 (10º), ha vissuto il suo anno migliore nel 1980, quando raggiunse i quarti di finale al Roland Garros, agli US Open ed a Wimbledon.
Nel doppio raggiunse l'unico titolo dello slam agli Australian Open del 1978 e raccolse complessivamente 52 titoli facendo coppia principalmente con Tom Okker e Kim Warwick.
Nel 1985, una volta ritirato, ha fondato il Polish Tennis Club. Oggi è uno stimato uomo d'affari e collezionista d'arte.